# Roxeanne Hazes
Roxeanne Friedel Wilhelmina Hazes (Gouda, 18 januari 1993) is een Nederlandse zangeres.

## Biografie
Hazes werd geboren als dochter van de in 2004 overleden zanger André Hazes en Rachel Hazes. Ze is de oudere zus van André Hazes jr.. Op de basisschool hield Hazes al veel van zingen. Thuis zong ze vaak mee met haar vader, met wie ze eveneens samen liedjes schreef. In 2004 deed ze auditie voor Kinderen voor Kinderen. Met klasgenootjes richtte Hazes een bandje op en trad hiermee op tijdens schoolfeestjes.

### Zangcarrière
Hazes debuteerde op tv als zangeres op 16 maart 2007 in het SBS6-programma So You Wanna Be a Popstar. Ze was de elfde en laatste deelnemer aan dit programma. De arbeidsinspectie lette extra op Hazes' optreden vanwege haar jonge leeftijd. SBS had daarom afgesproken dat ze maximaal vijftien keer mocht optreden en dat ze na 22.30 uur niet in de uitzending zou verschijnen. Hazes werd gecoacht door Tom Peters. Uiteindelijk verloor ze in de sing-off van Sascha Visser en eindigde ze als vierde.
In juni 2007 bracht Hazes haar debuutsingle Ik hou van jou uit. Ook was ze te horen op het duettenalbum Samen met Dré dat in november 2007 uitkwam. De zangeres zong daarop het nummer Wees zuinig op m'n meissie met haar vader. Tevens leende Hazes haar stem voor de Nederlandse versie van de film Alvin and the Chipmunks, die vanaf februari 2008 in Nederlandse bioscopen draaide. Ze verzorgde hierin de stem van Gail. Op 26 mei 2008 was ze gastartiest tijdens Samen met Dré in concert in de ArenA.
Hazes maakte in 2010 en 2012 twee albums met haar jongere broer André Hazes jr. Beide platen bereikten de top 20 in de Nederlandse albumlijst en wisten bovendien een notering te scoren in de Vlaamse Ultratop.
In november 2013 zong Roxeanne Hazes samen met LiedjesPiet een sinterklaasliedje in de Sinterklaasserie Het nieuws van Sint. In 2015 was Hazes gastartiest tijdens de concerten van De Toppers in de Amsterdam ArenA. Ook is ze jaarlijks een van de artiesten die meezingt tijdens Holland Zingt Hazes, een evenement in de Ziggo Dome waar bekende artiesten liedjes van Hazes' vader zingen. Daaruit vloeit ook het duet Wat is dan liefde voort met Jeroen van der Boom.
In 2016 was ze een van de deelnemers van het programma Celebrity Stand-Up en had ze een kleine rol als barvrouw in de film Hartenstrijd.

### In mijn bloed
Begin 2017 keerde Hazes na een relatief lange stilte terug met een nieuwe single, Ik was toch je meisje. Ze tekende bij platenmaatschappij Top Notch, waar op 1 september 2017 haar debuutalbum In mijn bloed verscheen. Recensenten spraken van 'een geslaagde start van het tweede deel'.
In februari 2017 kwam Hazes met de single Ballade van de moord, een duet met de band Thijs Boontjes Dans- en Showorkest. Dit nummer ontbreekt op het album.
De lancering van In mijn bloed, met Lakshmi in het voorprogramma, vond op 7 september plaats in de Melkweg (Amsterdam). Het NRC gaf het concert vier sterren en noemde Hazes "naturel, een beetje onvast, maar in alles veelbelovend." Een week na de release kwam In mijn bloed in de Nederlandse Album Top 100 binnen op 12 en in de Vlaamse Ultratop 200 op 110.
In het tv-seizoen 2017/2018 is Hazes de nieuwe huisband van De Wereld Draait Door.
Op 22 mei 2019 verscheen Bonnie & Clyde, een ode aan de liefde en de eerste single van het nieuwe, aankomende album. In 2024 was Hazes te zien als teamleider in het RTL 4-programma DNA Singers. In 2025 presenteerde ze het SBS6-programma Het Holland Huis. Datzelfde jaar was ze te zien als gastpanellid in het RTL 4-programma Make Up Your Mind.

## Persoonlijk

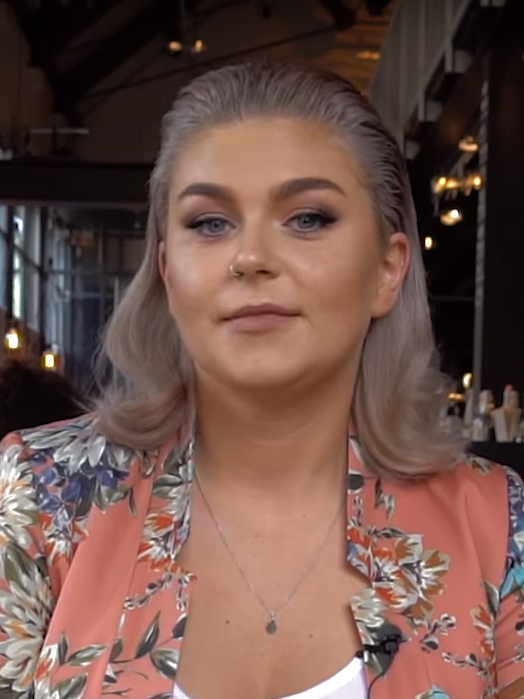
Roxeanne Hazes (2017)

Hazes heeft een relatie met Erik Zwennes, met wie ze sinds maart 2017 verloofd is en sinds juli 2018 een zoon heeft.
Ze heeft in 2023 via een kort geding tegen haar moeder Rachel bereikt dat die kopieën van enkele documenten aan haar moet verstrekken over de nalatenschap van André sr.

## Discografie

### Albums
| Album                                   | Verschijnen       | Label     | Hitlijsten | Hitlijsten | Hitlijsten | Hitlijsten | Opmerkingen |
| Album                                   | Verschijnen       | Label     | BE (VL)    | BE (VL)    | NL         | NL         | Opmerkingen |
| Album                                   | Verschijnen       | Label     | Piek       | Weken      | Piek       | Weken      | Opmerkingen |
| --------------------------------------- | ----------------- | --------- | ---------- | ---------- | ---------- | ---------- | ----------- |
| Van jou, voor jou (met André Hazes jr.) | 24 september 2010 | EMI       | 7          | 18         | 8          | 8          | Studioalbum |
| Samen solo (met André Hazes jr.)        | 30 maart 2012     | EMI       | 14         | 14         | 16         | 6          | Studioalbum |
| In mijn bloed                           | 1 september 2017  | Top Notch | 110        | 1          | 12         | 5          | Studioalbum |

### Singles
| Lied                                                   | Verschijnen      | Album                          | Hitlijsten | Hitlijsten | Hitlijsten  | Hitlijsten  | Hitlijsten   | Hitlijsten   |
| Lied                                                   | Verschijnen      | Album                          | BE (VL)    | BE (VL)    | NL (Top 40) | NL (Top 40) | NL (Top 100) | NL (Top 100) |
| Lied                                                   | Verschijnen      | Album                          | Piek       | Weken      | Piek        | Weken       | Piek         | Weken        |
| ------------------------------------------------------ | ---------------- | ------------------------------ | ---------- | ---------- | ----------- | ----------- | ------------ | ------------ |
| Ik hou van jou                                         | 18 juni 2007     | -                              | -          | -          | 4           | 9           | 11           | 13           |
| Soms doet 't zo'n pijn (met André Hazes jr.)           | 25 juni 2010     | Van jou, voor jou              | -          | -          | -           | -           | 12           | 6            |
| Ik was toch je meisje                                  | 12 mei 2017      | In mijn bloed                  | -          | -          | tip4        | -           | -            | -            |
| In mijn bloed                                          | 18 augustus 2017 | In mijn bloed                  | tip14      | -          | tip19       | -           | -            | -            |
| Verdovend middel                                       | 24 november 2017 | In mijn bloed                  | tip        | -          | -           | -           | -            | -            |
| Elvis & Dolly                                          | 12 januari 2018  | In mijn bloed                  | tip        | -          | -           | -           | -            | -            |
| Bonnie & Clyde                                         | 22 mei 2019      | -                              | -          | -          | tip12       | -           | -            | -            |
| Kapot                                                  | 11 oktober 2019  | -                              | tip6       | -          | -           | -           | -            | -            |
| Sorry (met André Hazes)                                | 28 februari 2020 | -                              | -          | -          | tip19       | -           | -            | -            |
| Vreemde voor mij                                       | 2 oktober 2020   | De tijd gaat mooie dingen doen | tip        | -          | -           | -           | -            | -            |
| Der af (Oya lélé) (met Kris Kross Amsterdam en Donnie) | 9 februari 2023  | -                              | -          | -          | 36          | 3           | 29           | 4*           |